# Tammy and the T-Rex
Tammy and the T-Rex is een sciencefiction-komische film uit 1994 van Stewart Raffill. De film is uitgebracht als direct-naar-video.

## Verhaal
Wanneer Michael op een avond naar zijn vriendin Tammy gaat worden ze onderschept door haar jaloerse ex-vriend Billy en zijn vrienden. Michael zet het op een lopen maar wordt in een wilde dierenpark gegooid door Billy. Hij belandt in een comateuze toestand maar wordt al snel dood verklaard door dokter Wachenstein, wiens droom het is om een T-Rex terug tot leven te brengen met een menselijk brein. Nadat het brein van Michael geïnstalleerd is wreekt hij zich als T-Rex op zijn vijand Billy en wordt hij herenigd met Tammy, die al snel realiseert dat de dinosaurus haar vriend is. Tammy zoekt een lichaam dat beter geschikt is voor het brein, hoewel dokter Wachenstein graag zijn creatie zou terughebben. Michael vermoordt de dokter waarna hij, in afwachting van een donorlichaam, wordt aangesloten op een computermonitor.

## Rolverdeling
| Acteur          | Personage          |
| --------------- | ------------------ |
| Denise Richards | Tammy              |
| Theo Forsett    | Byron              |
| Paul Walker     | Michael            |
| Ellen Dubin     | Helga              |
| Terry Kiser     | dokter Wachenstein |
| Buck Flower     | Norville           |
| Ken Carpenter   | Neville            |
| George Pilgrim  | Billy              |